# National Shooting Centre

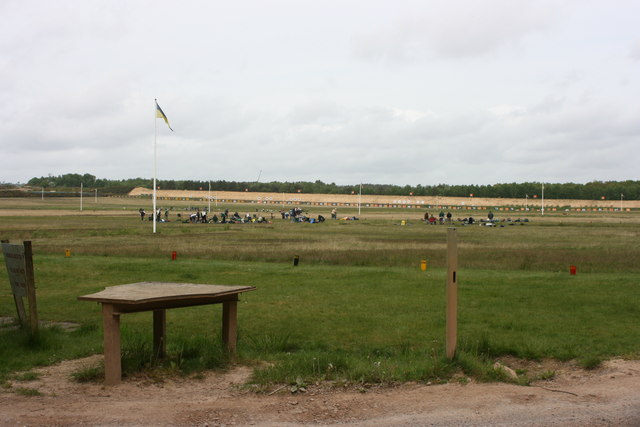
Sábado de manhã no campo Bisley Ranges, próximo à cerca de Wisdom Corner, Queens Road.

O National Shooting Centre (NSC), localizado próximo à vila de Bisley, Surrey do qual leva o nome coloquial de "campos Bisley", é de propriedade exclusiva da National Rifle Association of the United Kingdom (NRA). A sigla NSC é o nome comercial da instalação'.
Em 1890, a vila tornou-se o local para o NRA Imperial Meeting (campeonato nacional da associação), que se mudou para lá vinda de Wimbledon, Londres. A competição foi realizada nas colinas do Bisley Camp, superando os campos menores em Wimbledon Common que haviam sido usadas anteriormente. A NRA do Reino Unido também mudou sua sede de Londres para Bisley Camp. Bisley sediou a maioria dos eventos de tiro nos Jogos Olímpicos de Verão de 1908, e também os eventos de tiro dos Jogos da Commonwealth de 2002#Tiro. Durante os Jogos Olímpicos de Verão de 2012, os eventos de tiro foram realizados no Royal Artillery Barracks, em Woolwich.[carece de fontes?]